# نبرد کروکن
نبرد کرون یک نبرد قرون وسطایی در سال ۱۲۴۹ هنگام جنگ صلیبی پروسی میان شوالیه‌های تتونیک و پروسی‌ها، یکی از تیره‌های بالتیک بود. این نبرد چهارمین شکست بزرگ شوالیه‌های تتونیک در سدهٔ سیزدهم بود.
مارشال هاینریش بوتل برای یک حملهٔ اعزامی به عمق پروس سربازانی را از کولم، البینگ و بالگا گرد هم آورد. آن‌ها به سرزمین ناتانگیایی‌ها رفتند و منطقه را تاراج کردند. آن‌ها هنگام بازگشت مورد حملهٔ ارتشی از ناتانگیایی‌ها قرار گرفتند. شوالیه‌ها به روستای نزدیک کروکن عقب‌نشینی کردند. پروسی‌ها برای حمله تردید داشتند. ارتش پروسی به دلیل رسیدن سربازان نو از مناطق دورتر رشد کرد و شوالیه‌ها نیز منابع کافی برای تاب آوردن محاصره نداشتند. بنابراین، شوالیه‌های تتونیک برای تسلیم شدن مذاکره کردند: مارشال و سه شوالیهٔ دیگر گروگان می‌شدند و دیگران خلع سلاح می‌شدند.
ناتانگیایی‌ها قرارداد را شکستند و ۵۴ شوالیه و دنبال‌کنندگان آن‌ها را کشتند. برخی شوالیه‌ها در مراسم‌های مذهبی اعدام یا تا حد مرگ شکنجه شدند. دیگران نیز مورد خون‌بها قرار گرفتند یا مبادله شدند. چنین اعمال وحشی‌گرایانه‌ای به شوالیه‌های تتونیک بهانه داد تا با پروسی‌ها مانند مردمانی متمدن و شرافتمند برخورد نکند. پس از نبرد کروکن نیز شوالیه‌ها هرگز خود را تسلیم بت‌پرستان نکردند. ناتانگیایی‌ها از پیروزی‌شان بهره نبردند و به سرزمین‌های تتونیک یورش نبردند. دو سال طول کشید تا فرقهٔ نظامی بهبود یابد و انتقام کشتار را بگیرد.